# Live USB

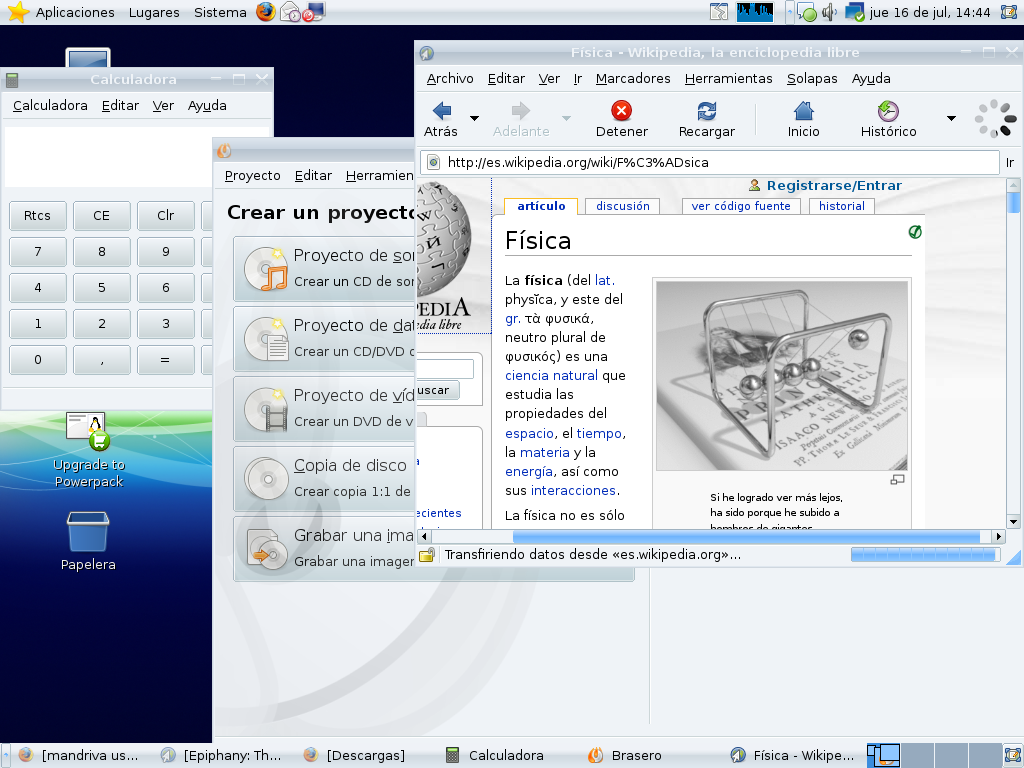
Live USB, Mandriva.

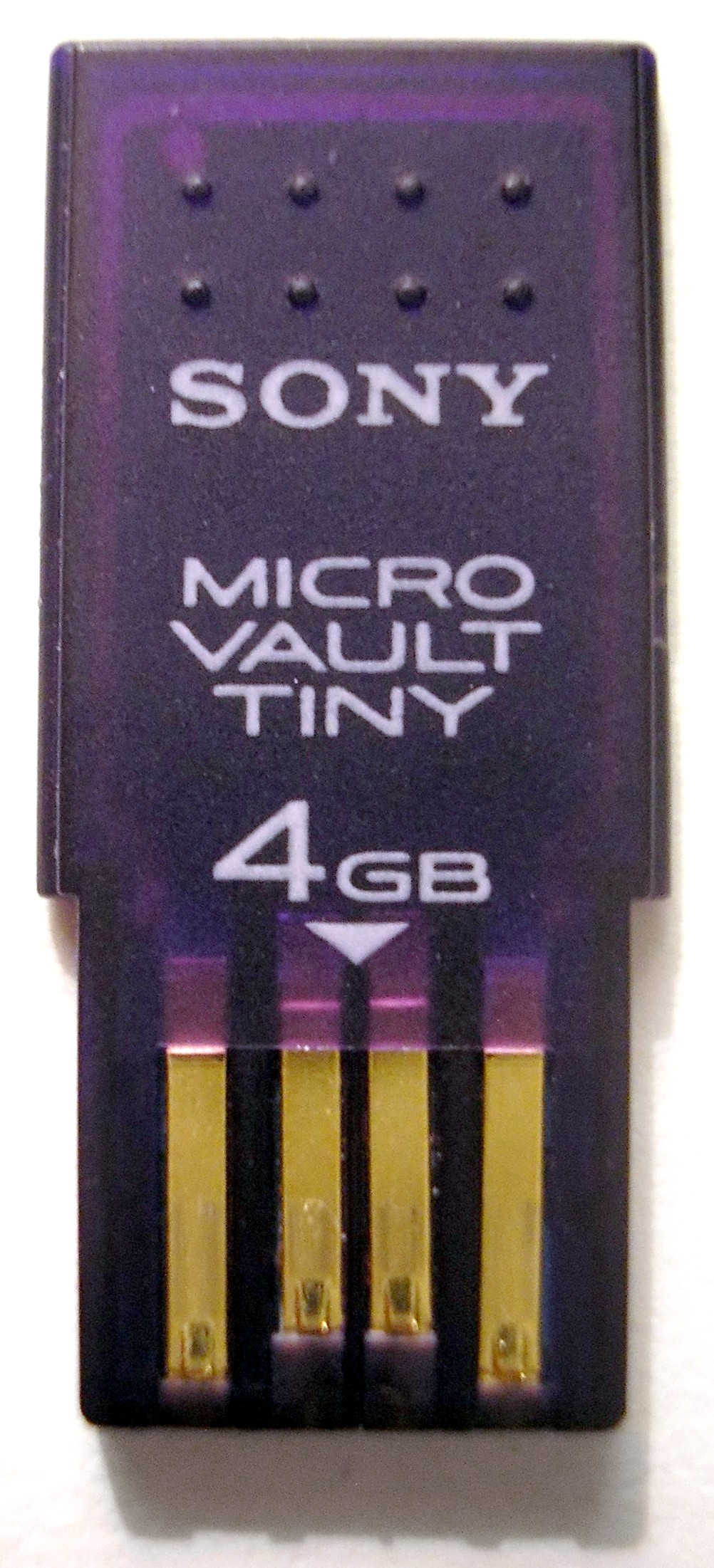

Live USB, en informática, es un dispositivo de almacenamiento masivo extraíble (memoria USB) que alberga un sistema operativo en su totalidad y el cual es capaz de arrancar una computadora. 
Los Live USB, similares a los LiveCD, permiten el uso del sistema operativo que alojan y de todo el software de aplicación (aplicación informática) pre-instalado en el mismo, pero con la particularidad de poder utilizar el espacio de almacenamiento restante del pendrive (memoria USB) para guardar archivos personales o configuraciones del sistema en cada arranque en vivo sin perderlos en la siguiente sesión (persistencia). Por esto son una alternativa directa a los miniordenadores, ya que un mismo dispositivo Live USB puede ser arrancado en distintas computadoras con arquitecturas diferentes entre sí (arquitectura de computadoras).
Pueden ser usados de manera intercambiable como un LiveCD, pudiendo así ser usados para la administración de sistemas, la recuperación de datos, o para pruebas en distribuciones del sistema operativo GNU/Linux, sin modificar una instalación local, en la unidad de disco duro. Muchas de las distribuciones Linux más pequeñas también pueden ser usadas desde una memoria USB.

## Beneficios y limitaciones
La ventaja más importante que tiene un Live USB sobre un LiveCD es la capacidad de cambiar, convenientemente, los datos contenidos sobre el dispositivo de arranque. Esto permite al usuario poder utilizar el sistema operativo de su elección, personalizarlo a su gusto y necesidades, usarlo para el almacenamiento personal y llevarlo consigo para poder trabajar sobre él en cualquier computadora,  haciéndolo fácil para compartir un único sistema entre múltiples usuarios. Los Live USB proporcionan beneficios adicionales de intimidad aumentada, porque el usuario, fácilmente, puede llevar el dispositivo USB con él o depositarlo en una ubicación segura (p.ej. en una caja fuerte), reduciendo las oportunidades para que otros accedan a sus datos.
La falta de partes móviles en los dispositivos USB permite una búsqueda más rápida, similar a la de un disco duro, o disco óptico, esto significa que pequeños programas se iniciarán más rápido en un Live USB que en un disco duro local, un LiveCD o un LiveDVD. Sin embargo, como los dispositivos USB alcanzan normalmente tasas de transferencia de datos inferiores a las de los discos duros internos, el arranque de un ordenador que carece de soporte de USB 2.0 (más rápidos que los 1.0) puede ser muy lentos al iniciar el sistema
Algunos computadores, en particular los más antiguos, quizás no tienen un BIOS que soporte el arranque de USBs. En este caso un ordenador, a menudo puede ser "redireccionado" para arrancar desde un dispositivo USB, a través de la utilización de un CD bootable o de un disquete.

## Historia
- Propuesta por IBM en 2004, en los periódicos "Reencarnar computadores personales con Televisor portátil SoulPads".[1]

## Tipos de Live USB

### Basadas en Slackware
- Wolvix[2] puede instalarse en una memoria USB con un mínimo de 500 MB. En el menú propio del Wolvix (entrando en la barra de programas de KDE, System, Wolvix Control Panel), existe tanto la opción de instalarlo en el disco duro como en el USB. Tiene como gestor de ventanas el Xfce.

- Puppy Linux cabe en una memoria USB de 128 MB, es una interesante distribución con muchas utilidades aunque limitada.

- Linux Mirada cabe en una memoria USB de 1 GB, y tiene un buen surtido de aplicaciones GNU/Linux.

- WiFiSlax cabe en una memoria USB de 2 GB y está diseñada y para la auditoría de redes y seguridad informática en general.

### Basadas en Debian

Pantalla de Ubuntu 8.04 ejecutándose desde una memoria USB, como Live USB.

- Sidux es una distribución que también permite la instalación en USB mediante una interfaz muy sencilla de usar. Tiene un completo panel de control muy bien configurado. Al ser una distribución directa de "Debian Unstable (Inestable)" nos da una garantía de que esta distribución va a funcionar incluso en máquinas nuevas donde el hardware es relativamente nuevo.
- ICABIAN trae de serie una gran cantidad de programas para ingeniería y gracias a la persistencia de archivos permite al usuario instalar los suyos propios, guardar archivos y volver a abrirlos en cualquier ordenador.
- Tails es una distribución que funciona desde USB, SD o DVD y permite una navegación por Internet anónima y segura, mediante la red Tor.
- MiniOS es una distribución rusa, con soporte en español e inglés, que funciona desde un USB o CD, y posee soporte para arrancar desde EFI y Legacy-BIOS (MBR), y cuenta con diferentes tipos de compresión de datos y múltiples opciones de módulos y versiones basadas en Debian (principalmente) y derivados como Ubuntu, Kali Linux o Astra Linux, con funcionamiento similar a Slax.

### Basadas en PCLinuxOS
Otra distribución que también permite la instalación en USB es PCLinuxOS y todos sus derivados.
PCLinuxOS es un sistema operativo derivado de Mandriva y Debian GNU/Linux, así que contiene lo mejor de cada sistema a pesar de que son diferentes.
Como gestor de ventanas contiene KDE, es un poco más exigente que cualquier otra distribución al contener en su inicio muchos servicios por defecto.

#### Características básicas de los derivados de PCLinuxOS
- TinyMe: Se instala en alrededor de 400 MB de espacio en el disco duro (descomprimido) y tiene el gestor de ventanas KDE.

Permite varios tipos de gestores de ventanas muy ligeros. Contiene un panel de control muy al estilo del PCLinuxOS.
TinyMe es altamente configurable, puede cambiar el idioma con el gestor de paquetes Synaptic y luego pasar del idioma inglés al español mediante los paneles de configuración propios del PCLinuxOS.
- PCFluxboxOS:[3] Es una variante directa de TinyMe, todavía más ligero. Contiene el gestor de ventanas Fluxbox, así que necesita de un PC con muy pocas características Y y hardware antiguo para ser ejecutado.

- MiniME:[4] Usa alrededor de 900 MB de disco duro (si está descomprimido) y tiene el gestor de ventanas KDE, así que necesita un PC un poco más rápido. Es una versión de PCLinuxOS muy ligero, por tanto se inicia mucho más rápido, conteniendo los programas básicos de PCLinuxOS sin perder potencia del panel de control.

- PCLinuxOS Big Daddy: Es una variante del MiniME pero con muchos más programas y todavía con un panel de control más espectacular, pero ocupa más GB de espacio. Cabe en un DVD y se puede instalar en una unidad USB fácilmente.

## Instalación en USB
A pesar de que teóricamente cualquier distribución Live CD puede ser instalada en una unidad de USB, solo nos referimos a aquellas que sean fácilmente instalables y ejecutables desde el USB.
El primer tipo de Live USB fue creado simplemente tomando el archivo de la Imagen ISO, de una distribución LiveCD, y colocándolo en el dispositivo de almacenaje USB, para luego hacerlo arrancable.
Una vez que la distribución (el archivo ISO) está en una unidad USB, el usuario debe configurar el GRUB o LILO para que pueda ser arrancable. Si no configura el gestor de arranque, el USB nunca arrancará el sistema. No es necesario que mire un manual para configurar GRUB o LILO, simplemente debe fijarse en esa opción en el panel de control para instalarlo en el USB después de haber volcado todo el contenido del LiveCD.
Otra posibilidad, es utilizar un programa como Unetbootin, que es una software multiplataforma que permite ejecutar distribuciones Linux desde una memoria USB, sin necesidad de configurar GRUB o LILO.
Por otro lado, se puede aprovechar la posibilidad que tienen los USB, de forma semejante a los discos duros, de contar opcionalmente con varias particiones.

### Instalación comprimida
| Ventajas | Desventajas |
| --- | --- |
| - Instalación simple. - El formato comprimido permite tener muchas aplicaciones en un pequeño contenedor de almacenaje. - Actualización del archivo de imagen es tan fácil como copiar en uno nuevo. - La instalación base puede ser tan pequeña como 50 MB. | - Difícil para actualizar aplicaciones de forma individual o instalar aplicaciones que no son parte de la imagen original. - El tamaño de la instalación base puede ser de 700 MB a 4 GB para instalaciones grandes. - Muchos LiveCDs no son colocados para escribir a su propio sistema de archivos, así como un CD, típicamente, es solamente leído, así que a veces puede ser difícil permitir al sistema operativo del Live USB escribir a su dispositivo de memoria flash. - El cifrado es solo en una base 'por archivo'. - Solo en ciertas distribuciones cabe la persistencia (guardado datos, de forma que se conserven desde un arranque al siguiente). |

Generalmente, en un Live USB, todas las modificaciones se descartan cuando se arranca de nuevo. La persistencia permite mantener las preferencias y los datos tras arrancar de nuevo. Los datos se guardan en un fichero especial denominado casper-rw (para Ubuntu) y overlay-USBLABEL-UUID (en Fedora). Este es un proceso completamente transparente (invisible) para el usuario. Por lo general, son suficientes 300 MB, aunque se puede utilizar más.
| Lo que NO se puede hacer | Lo que se puede hacer |
| --- | --- |
| - Actualizar archivos del núcleo (kernel, etc ...) = no hay actualizaciones del sistema completo - Instalar drivers (controladores de dispositivos) | - Instalar algún software - Hacer algunas actualizaciones de software - Crear algunos archivos / carpetas - Instalar Linux (desde la memoria USB) en el disco duro de su PC |

### Instalación completa
El segundo tipo de Live USB está estrechamente relacionado con un disco duro de una instalación de un sistema operativo tradicional, con modificaciones menores, tales como la eliminación de particiones de cambio y archivos.
Todo lo que tenemos que hacer es arrancar nuestro LiveCD, y a continuación elegir el medio de instalación en el disco duro (en este caso USB), finalmente se obtiene un sistema operativo completo instalado en una memoria USB.
| Ventajas | Desventajas |
| --- | --- |
| - Actualizar aplicaciones o todo eso es tan fácil como la distribución original usada para crearla. - Completo sistema de cifrado. - Fácil de personalizar con el usuario preferido, para el gestor de ventanas y las aplicaciones. - La instalación base, por lo general, comienza aproximadamente en 200 MB (aunque algunos pueden ser tan pequeños como 40 MB) y crecer cuando el usuario añade aplicaciones. | - La instalación de este estilo suele carecer de particiones de cambio, por lo que tiene más dificultad en realizar tareas extendidas complejas como compilar aplicaciones, o usar servicios. Sin embargo, en unidades modernas con hasta 32 GB esto puede solucionarse fácilmente. |

## Virtualización
Algunas herramientas de instalación de USB, incluyen una aplicación de virtualización integrada, que generalmente es VirtualBox o VMware.